# حكومة الجمهورية الإسلامية الإيرانية
حكومة الجمهورية الإسلامية الإيرانية (بالفارسية: نظام جمهوری اسلامی ایران)، المعروفة ببساطة باسم نظام (بالفارسية: نظام) بين مؤيديها) هي الدولة الحاكمة والنظام السياسي الحالي في إيران، في السلطة منذ الثورة الإسلامية وسقوط سلالة بهلوي الحاكمة في عام 1979. يستخدم دستورها، الذي تم تبنيه من خلال استفتاء، نموذج فصل السلطات مع الأنظمة التنفيذية والتشريعية والقضائية، في حين أن المرشد الأعلى هو رئيس الدولة والقائد العام للقوات المسلحة في البلاد. وهي حاليًا إحدى الحكومات الثلاث التي تستخدم لقب جمهورية إسلامية.

## تأسيسها
تأسست الجمهورية الإسلامية الإيرانية بعد فترة قصيرة من الثورة الإسلامية. بدأت المظاهرات الكبرى الأولى بقصد الإطاحة بالشاه محمد رضا بهلوي في يناير 1978، وتمت الموافقة على دستور ثيوقراطي جديد يستند إلى الإسلام في ديسمبر عام 1979، لتنتهي بذلك الحكومة الملكية. فر الشاه من إيران في يناير عام 1979 بعد إضرابات ومظاهرات كبيرة ضده وشل نظامه البلاد. عاد آية الله الخميني في فبراير من العام نفسه بعد نفيه لفترة طويلة، حيث استقبله الملايين من الإيرانيين في العاصمة طهران. حدث الانهيار النهائي لسلالة بهلوي بعد فترة قصيرة في 11 فبراير عندما أعلن الجيش الإيراني نفسه «محايدًا» بصورة رسمية بعد أن تغلب رجال العصابات وقوات المتمردين على القوات الموالية للشاه في معارك الشوارع في جميع أنحاء البلاد.
بعد انتصار الثورة الإسلامية، أجرت حكومة إيران المؤقتة استفتاءً شعبيًا في 30 و31 مارس عام 1979(10 و11 من شهر حمل هجري)، وطلبت من الناس التصويت بنعم أو لا لجمهورية إسلامية. أعلن آية الله الخميني عن نتائج الاستفتاء بعد فترة وجيزة في 2 أبريل عام 1979، حيث صوت الإيرانيون بنسبة 98.2% لصالح قيام جمهورية إسلامية.

### دستورها
تم بتاريخ 2-3 ديسمبر عام 1979، التصديق على دستور جمهورية إيران الإسلامية من خلال استفتاء شعبي. وافق 99.5% من الناخبين الإيرانيين في هذا الاستفتاء على الدستور. بعد عشر سنوات، في صيف عام 1989، وافق الناخبون الإيرانيون على مجموعة من التعديلات على الدستور في عام 1979 في استفتاء آخر. سمي الدستور بأنه «هجين» من «عناصر ديمقراطية وثيوقراطية». في حين أن المادة1 و2 تعهدان بالسلطة العليا إلى الله، والمادة 6 «تنص على إجراء انتخابات شعبية للرئاسة والمجلس، أو البرلمان». من ناحية ثانية، فإن جميع الإجراءات والحقوق الديمقراطية تخضع لمجلس صيانة الدستور والمرشد الأعلى، اللذين تم توضيح صلاحيتهما في الباب الثامن (المواد 107-112).

#### مبادئها
تعد حكومة الجمهورية الإسلامية في إيران جمهورية ثيوقراطية. توضح المادة 2 من الدستور مبادئ حكومة جمهورية إيران الإسلامية:
الجمهورية الإسلامية هي نظام يستند إلى الإيمان بـ:
1.الإله الواحد (كما في قوله «لا إله إلا الله»)، وسلطته المطلقة والحق في التشريع، وضرورة الاستسلام لأوامره؛
2.الوحي الإلهي ودوره الأساسي في وضع القوانين؛
3.العودة إلى الله في الآخرة، ودور هذا الإيمان البناء في مسيرة الإنسان نحو الله؛
4.عدل الله في الخلق والتشريع؛
5.القيادة المستمرة (الإمامة) والتوجيه الدائم، ودورها الأساسي في ضمان استمرار ثورة الإسلام؛
6.كرامة الإنسان وقيمته الرفيعة، وحريته مقرونة بالمسؤولية أمام الله.
بذلك يتم ضمان الإنصاف والعدالة والاستقلال الثقافي والاجتماعي والاقتصادي والسياسي، والتكافل الوطني من خلال اللجوء إلى:
1.«اجتهاد الفقهاء المستمر» الذين يتمتعون بالمؤهلات اللازمة، التي تتم ممارستها بالاستناد إلى القرآن وسنة المعصومين، عليهم السلام؛
2.العلوم والفنون وأكثر نتائج التجارب البشرية تقدمًا، إلى جانب الجهود المبذولة لتحقيق مزيد من التقدم؛

## المنظومة السياسية

### القيادة
يسمى المرشد الأعلى لجمهورية إيران الإسلامية، رسميًا، سلطة القيادة العليا في إيران. تأسس هذا المنصب بموجب المادة 5 من دستور جمهورية إيران الإسلامية وفقًا لمفهوم ولاية الفقيه الإسلامي. يعد هذا المنصب وظيفة مدى الحياة. وفقًا للمادة 110 من الدستور، يحدد المرشد الأعلى السياسة العامة للجمهورية الإسلامية. توضح المادة 109 مؤهلات القيادة والمادة 110 مهام وواجبات المرشد الأعلى. وفقًا لهذه المادة هو القائد العام للقوات المسلحة. وأيضًا وفقًا للمادة 57 يجب أن تعمل السلطة التشريعية والتنفيذية والنظام القضائي تحت إشراف المرشد الأعلى. تعاقب على الجمهورية الإسلامية مرشدين أعلى هم: آية الله روح الله الخميني، الذي شغل المنصب بعد الثورة الإيرانية منذ عام 1979 حتى وفاته في عام 1989، وآية الله علي خامنئي، الذي ما يزال يشغل المنصب منذ وفاة الخميني.

### السلطة التشريعية
تتألف السلطة التشريعية في جمهورية إيران الإسلامية من جزئين: المجلس الاستشاري الإسلامي ومجلس صيانة الدستور. تتحدث المواد بين 62-99 عن السلطة التشريعية لجمهورية إيران الإسلامية.

#### مجلس الشورى
تتمحور المواد بين 62-90 من دستور جمهورية إيران الإسلامية حول مجلس الشورى الإسلامي. تذكر المادة 71، أن مجلس الشورى الإسلامي يستطيع سن القوانين في جميع الأمور، في حدود اختصاصه على النحو المنصوص عليه في الدستور. وفقًا للمادة 62، يتألف مجلس الشورى من نواب الشعب المنتخبين مباشرة وبالاقتراع السري. تشير المادة 64 إلى أنه يجب أن يكون هناك 270 عضو في مجلس الشورى الإسلامي، مع مراعاة العوامل البشرية والسياسية والجغرافية وغيرها من العوامل المماثلة، ويجوز زيادة عدد أعضائه بما لا يتجاوز عشرين عضوًا عن كل مدة عشر سنوات من تاريخ الاستفتاء الوطني لسنة 1368 من التقويم الإسلامي الشمسي. يضم البرلمان حاليًا 290 نائبًا، بعد أن تغير عددهم عن 272 مقعد منذ انتخابات 18 فبراير لعام 2000. جرت آخر انتخابات بتاريخ 26 فبراير عام 2016، وتم افتتاح البرلمان الجديد في 28 مايو عام 2016.

#### مجلس صيانة الدستور
يعد مجلس صيانة الدستور جزءًا من السلطة التشريعية التي تعمل بطرق متعددة كمجلس تشريعي أعلى لمجلس الوصاية. يراجع هذا المجلس تشريعات مجلس الشورى لبحث مدى توافقها مع الإسلام والدستور.
تتعلق المواد بين 91-99 بمجلس الصيانة. وفقًا للمادة 91، فإنه يضم 12 عضوًا، ونصف أعضائه من الفقهاء الذين يختارهم المرشد الأعلى والستة الآخرون هم فقهاء ينتخبهم مجلس الشورى الإسلامي من بين فقهاء المسلمين الذين يرشحهم رئيس قضاة إيران.

### السلطة التنفيذية

#### الرئيس
في جمهورية إيران الإسلامية، الرئيس هو الشخص الثاني في الحكومة ورئيس الحكومة. الرئيس هو أعلى مسؤول منتخب شعبيًا في إيران، رغم أنه يخضع للمرشد الأعلى في إيران، الذي يعمل رأس الدولة. يحدد الباب 9 (المواد بين 133-142) من دستور جمهورية إيران الإسلامية مؤهلات المرشحين للرئاسة وإجراءات الانتخاب، إلى جانب سلطات الرئيس ومسؤولياته بوصفها «مهام السلطة التنفيذية». يشمل ذلك توقيع المعاهدات والاتفاقيات الأخرى مع الدول الأجنبية والمنظمات الدولية؛ إدارة التخطيط الوطني والميزانية وشؤون التوظيف في الولاية؛ وتعيين الوزراء بعد موافقة مجلس النواب.
وفقًا للمادة 114، ينتخب الرئيس الإيراني لمدة أربع سنوات بتصويت الشعب المباشر ولا يجوز أن يخدم أكثر من فترتين متتاليتين أو أكثر من 8 سنوات.
الرئيس الحالي هو مسعود بزشكيان